# Iole de Freitas
Pour les articles homonymes, voir Freitas.
Iole de Freitas, née en 1945 à Belo Horizonte, au Minas Gerais (Brésil), est une sculptrice, graveuse et d'artiste d'installation contemporaine brésilienne.
Elle commence sa carrière dans les années 1970, en participant à un groupe d'artistes à Milan, en Italie, lié à l'art corporel en utilisant la photographie. Dans les années 1980, elle retourne au Brésil, mais abandonne le corps humain comme support de son travail, adoptant le « corps sculpture ». L'artiste utilise des matériaux tels que le fil de fer, la toile, l'acier, le cuivre, la pierre et l'eau pour créer ses œuvres.

## Biographie
Iole Antunes de Freitas naît en 1945  à Belo Horizonte, au Minas Gerais. Elle déménage à Rio de Janeiro à l'âge de 7 ans. Enfant, elle suit des cours de peinture au musée d'Art moderne de Rio de Janeiro avec Ivan Serpa (1923-1973), l'un des fondateurs de l'influent constructiviste Grupo Frente (en).
Elle étudie la danse depuis sa jeunesse jusqu'à sa vingtaine d'années, une approche liée à son intérêt proclamé pour l'espace et le mouvement. Dans les années 1960, elle s'implique dans l'Ateliê de Ipanema où elle a apprend à fabriquer des bijoux en cuivre et à tisser sur un métier à tisser manuel. Elle y rencontre l'artiste Antonio Dias (né en 1944), qui deviendra plus tard son mari. Elle étudie à l’Escola Superior de Desenho Industrial (pt) de l'université d'État de Rio de Janeiro, de 1964 à 1965. Dans les années 1970, elle travaille à Milan comme designer au Corporate Image Studio d'Olivetti sous la direction de l'architecte Hans von Klier (it).
À Milan, elle commence à développer et à exposer son propre travail à partir de 1973. Au cours des années 1960, cependant, elle avait déjà produit un ensemble d'œuvres comprenant des images photographiques, des installations et des films expérimentaux qui critiquaient la conceptualisation du corps féminin et de la féminité par les systèmes de représentation dominants. Sur le plan technique, ses premières œuvres mettent en scène l'extrême proximité de l'objet filmé ou photographié par rapport au plan de l'image ainsi que l'image récurrente du miroir. En réduisant la distance dans ses photographies, elle introduit l'appareil photo dans l'expérience comme si l'appareil était une extension du corps du sujet. Son style a été comparé à l'art de l'artiste brésilienne Carmela Gross (pt). Cela est attribué à leur focalisation sur la construction et la déconstruction des relations entre les choses.
Lorsque de Freitas retourne au Brésil, elle se concentre sur la sculpture qui a suivi les tendances de la sculpture brésilienne contemporaine. En 1974, ses œuvres se concentrent sur des pièces tridimensionnelles faites de fil de fer, de tissu, de verre et de caoutchouc.